# Día sidéreo

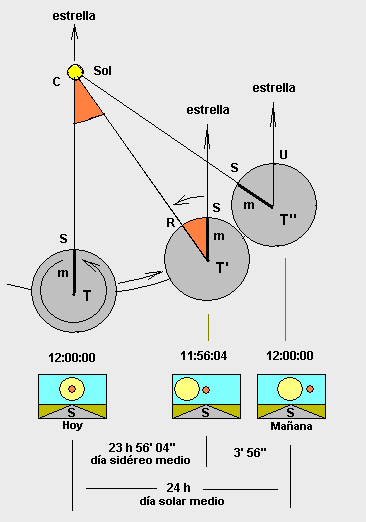
Las estrellas distantes adelantan al Sol en unos cuatro minutos por día. En las viñetas, el Sol es el círculo amarillo y la estrella distante es el pequeño círculo rojo. La dirección Sur local es S. Esquema sin escala.

El día sidéreo (también llamado día sideral) es el lapso transcurrido entre dos culminaciones —o tránsitos— sucesivos del Primer punto de Aries —o equinoccio Vernal—. Se podría definir igualmente respecto al primer punto de Libra. El día sidéreo es unos 4 minutos más corto que el día solar medio.

## Fundamento de la diferencia
Considérese la Tierra ubicada inicialmente en T en el instante en que culminan el Sol y una estrella mucho más distante, de manera que pueda considerarse una referencia fija. El meridiano local es m y el punto Sur es S. Un observador que estuviera mirando al Sur vería al Sol y a la estrella alineados y culminando (viñeta izquierda).
A medida que transcurre el tiempo la Tierra se traslada de T a T ', a la vez que rota. En T ' la estrella distante culmina de nuevo, mientras que el Sol aún no (en ese instante se visualiza un desfase angular S T ' R), de modo que la Tierra deberá girar finalmente un ángulo adicional de valor U T " S, lo cual supone unos cuatro minutos más de tiempo, y se dice que el Sol "retrasa" respecto a la estrella (viñeta central).
Finalmente, el Sol culmina por segunda vez en T " y se dice que ha transcurrido un día solar. En ese instante la estrella está al Oeste del meridiano local, y se dice que "adelanta" respecto al Sol (viñeta derecha).
El tiempo de T a T ' es un día sidéreo, cuya duración es de 23 horas 56 minutos y 4,0916 segundos aproximadamente, mientras que el tiempo de T a T " es un día solar de 24 horas.

## Día sidéreo medio, y día sidéreo aparente
El primer punto de Aries —los equinoccios, en general— se mueven a causa de la precesión y nutación, de forma que se distinguen distintos tipos de día sidéreo: 
- Día sidéreo medio Tiempo entre dos culminaciones sucesivas del equinoccio medio.
- Día sidéreo aparente Tiempo entre dos culminaciones sucesivas del equinoccio verdadero